# Natallya Khareneka-Mikhnevich
Natallya Khareneka-Mikhnevich (Bielorrusia, 25 de mayo de 1982) es una atleta bielorrusa, especialista en la prueba de lanzamiento de peso en la que llegó a ser campeona europea en 2006.

## Carrera deportiva
En el Campeonato Europeo de Atletismo de 2006 ganó la medalla de oro en el lanzamiento de peso, llegando hasta los 19.43 metros, superando a la alemana Petra Lammert (plata con 19.17 metros) y a la rusa Olga Ryabinkina (bronce con 19.02 metros).
Cuatro años después, en el Campeonato Europeo de Atletismo de 2010 ganó la medalla de plata en el lanzamiento de peso, llegando hasta los 19.53 metros, siendo superada por su compatriota bielorrusa Nadzeya Astapchuk (oro con 20.48 metros) y por delante de la rusa Anna Avdeyeva (bronce con 19.39 m).